# Philosophischer Literaturanzeiger
Der Philosophische Literaturanzeiger (PhLA) ist eine wissenschaftliche Fachzeitschrift für Philosophie. Sie wurde 1948 von Georgi Schischkoff begründet, der bereits zwei Jahre zuvor die Zeitschrift für philosophische Forschung gegründet hatte. Der Philosophische Literaturanzeiger wurde als ein überwiegend berichtendes „Referateorgan für die Neuerscheinungen der Philosophie und ihrer gesamten Grenzgebiete“ – so sein Nebentitel – konzipiert, d. h. in ihm werden Rezensionen publiziert, die den Leser „durch ausführliche, inhaltlich vertiefte Referate“ über die Neuerscheinungen im Fach Philosophie unterrichten.
Das erste Heft der neugegründeten Zeitschrift kam im Herbst 1949 heraus. Die folgenden Hefte erschienen im Abstand von etwa zwei Monaten, sodass der erste Jahrgang im Herbst 1950 vollständig vorlag. Während in den ersten Jahren die Zeitschrift im Selbstverlag der Schriftleitung herauskam, erfolgte die verlegerische Betreuung zwischen 1953 und 1961 durch die Verlage Ernst Reinhardt, Anton Hain und Frommann-Holzboog, seit 1962 durch den Anton Hain Verlag. 1989 hat der Verlag Vittorio Klostermann die Zeitschrift übernommen. Die Online-Ausgabe beim Verlag Vittorio Klostermann erscheint in Kooperation mit der Thüringer Universitäts- und Landesbibliothek (ThULB) Jena.
Die Redaktion liegt derzeit federführend bei Ulrike Bardt am Seminar Philosophie der Universität Koblenz-Landau, Campus Koblenz, sowie Stephan Nachtsheim am Philosophischen Institut der RWTH Aachen.
Dem wissenschaftlichen Beirat gehören unter anderem Marion Heinz (Siegen), Christian Krijnen (Amsterdam), Reinhard Mehring (Heidelberg) und Günter Zöller (München) an.